# Khu vực chống quy hoạch
Khu vực chống quy hoạch hay còn gọi là ZAD (tiếng Pháp: Zone à défendre) là một thuật ngữ mới bắt nguồn từ tiếng Pháp chỉ một sự chiếm đóng trái phép của một nhóm cá nhân trên danh nghĩa chính trị nhằm phản đối một dự án quy hoạch đất đai. Khu vực chống quy hoạch chủ yếu nhằm phản đối những dự án giải tỏa tác động đến hệ sinh thái hoặc ngành nông nghiệp. Thuật ngữ cũng được sử dụng cho những trường hợp chống đối giải tỏa đất trong các khu vực đô thị và ngoại thành. Dù không có số liệu chính thức, ước tính khoảng 10 - 15 ZAD đã xuất hiện ở nước Pháp hồi đầu năm 2016. ZAD bắt nguồn từ xu hướng chống chính phủ hay các trào lưu tự trị. Những người theo trào lưu được gọi là zadiste.

## Từ nguyên học
Thuật ngữ ZAD chỉ sự chiếm đóng một khu vực quy hoạch có thể gây tổn hại cho môi trường. Khu vực chống quy hoạch đầu tiên xuất hiện ở Pháp năm 1974, nhằm chống lại dự án xây dựng sân bay Notre-Dame-des-Landes.

## Lịch sử
Xuất hiện lần đầu tiên ở Pháp thập niên 2010, thuật ngữ trở nên phổ biến sau cuộc phản đối của người dân chống lại việc xây dựng sân bay Notre-Dame-des-Landes miền bắc nước Pháp. Phong trào ZAD bắt nguồn từ những cuộc tranh luận về các dự án quy hoạch được chính phủ tuyên bố nhằm phục vụ lợi ích cộng đồng, nhưng đặt ra những vấn đề trong việc bảo vệ môi trường, quyền quyết định sử dụng đất của người dân địa phương và việc bác bỏ quan niệm về nền kinh tế sản xuất. Những tiền đề tiêu biểu cho phong trào ZAD là cuộc đấu tranh Larzac (1971 - 1981), cuộc biểu tình phản đối dự án nhà máy điện hạt nhân Creys-Malville ở Isère năm 1977 và ở Plogoff từ 1970 đến 1980.
Cuộc chiếm đóng đầu tiên ở sân bay Notre-Dame-des-Lantes diễn ra năm 2009, khởi xướng bởi tổ chức Camp Action Climat. Số lượng ZAD được nhân lên sau khi những người chiếm đóng bị sơ tán vào mùa thu năm 2012. Những cuộc chiếm đóng bắt đầu lên cao trào khi chủ đầu tư dự án bất động sản Auchan trên nông trại Bouillon, gần Rouen, thất bại trong việc sơ tán các zadistes. Bên cạnh trường hợp của Notre-Dame-des-Landes, các trường hợp nổi tiếng khác gồm có các khu vực chống quy hoạch đập ở Sivens, ở Tarn và Center Parcs ở rừng Chambaran, gần Isère. Trước khi những người chiếm đóng bị sơ tán, ước tính có khoảng 15 ZAD ở Pháp, với số lượng những người chiếm đóng toàn thời gian từ 200 đến 30.013 người.
Thuật ngữ ZAD cũng được sử dụng như một thuật ngữ chính trị kể từ sau cái chết của nhà hoạt động môi trường Rémi Fraisse nhằm phản đối dự án quy hoạch tại Rouen. Trong 3 ngày, các nhà hoạt động đã dựng lên một ngôi làng tạm trước tòa án Rouen nhằm tốc giác hành vi trấn áp của cảnh sát với những người đi đường, trước khi bị cưỡng chế bởi quân đội.

## Mục đích
Theo Philippe Subra, "giống như những nhóm phản đối khác, những zadistes mong muốn phá bỏ các dự án quy hoạch và giải tỏa, nhưng cùng với đó họ muốn phát đi một thông điệp ngầm, đó là tố giác và chống lại sự tự do toàn cầu hóa (?), sứ mệnh đó khiến họ muốn xây dựng nhiều khu vực chống quy hoạch hơn nữa ở Pháp, với khẩu hiệu "ZAD khắp mọi nơi". "